# CollegeHumor
CollegeHumor es un sitio web de comedia con sede en la ciudad de Nueva York, Estados Unidos y de propiedad de IAC. El sitio publica videos originales y artículos creados por su equipo de producción, además de videos, fotos, artículos y enlaces proporcionados por los usuarios. Fue creado por Josh Abramson y Ricky Van Veen. A principios de 2009, el equipo editorial de CollegeHumor creó y protagonizó su propio programa de televisión, The CollegeHumor Show, en MTV Estados Unidos. CollegeHumor es operado por CHMedia, una compañía de Nueva York que también es dueña de Defunker, Sports Pickle y Jest.
CHMedia también está asociada a BustedTees, un sitio web que vende ropa en línea.
Gran parte de su personal también opera su sitio hermano, Dorkly, el cual se enfoca en videojuegos y parodias de videojuegos al estilo de CollegeHumor, cumpliendo así su rol de ser más que todo humor dirigido a adultos jóvenes entre las edades de 18 y 24 años.